# Mulder (openbaar vervoer)
Mulder is een voormalig openbaarvervoerbedrijf uit het Nederlands-Limburgse Hoensbroek.

## Ontstaan
Mulder werd opgericht door J.A.B. (Sjeng) Mulder die op 26 januari 1924 een autobusdienst van Heerlen naar Hoensbroek begon. Kort daarna werd een nieuwe lijn, Heerlen-Beek/Lutterade geopend. In 1929 trad Mulders broer, P.M.C. (Pierre) Mulder toe en werd de onderneming omgedoopt tot Gebroeders Mulder.

## Splitsing en samenvoeging
Pierre Mulder trok zich vier jaar later terug en exploiteerde vanaf 20 juni 1933 de lijn Heerlen-Hoensbroek. Sjeng Mulder ging door met de lijn Heerlen-Beek-Lindenheuvel. Sjeng Mulder richtte in 1938 Gebroeders Mulder opnieuw op, dit keer met zijn jongste broer, H.P.C. (Hub) Mulder. De Commissie Vergunningen Personenvervoer (CVP) zette Pierre Mulder ertoe aan om in 1942 over te zetten naar Gebroeders Mulder waarna ze samen doorgingen.

## Contract met LTM
Na de oorlog reden de drie broers op tijdelijke vergunningen. Sjeng en Hub Mulder gingen door als White Cars en vestigden zich in Heerlen terwijl Pierre Mulder in Heerlen bleef onder de naam P.M.C. Mulder, maar wijzigde deze later in Green Cars. Beide ondernemingen reden in het gebied van de Limburgsche Tramweg Maatschappij (LTM). Hun voortbestaan kwam ter discussie te staan en in oktober 1953 trok CVP de vergunningen voor de gebroeders Mulder in. De vergunning van White Cars ging tegen vergoeding naar LTM. Pierre Mulder trof een regeling met LTM. LTM werd vergunninghouder maar exploitatie werd voor onbepaalde tijd uitbesteed aan Pierre Mulder. De naam wijzigde later in PMH (P. Mulder Hoensbroek BV) en bleef de lijn Heerlen-Hoensbroek exploiteren.

## Overname door VSL
Vanaf 1974 publiceerde Mulder een gezamenlijke dienstregeling met de Limburgsche Tramweg Maatschappij, Internationale Autobus-Onderneming (IAO), Meussen en De Valk. Na het overlijden van Pierre Mulder in 1979 zette zijn vrouw het bedrijf nog enige tijd voort, maar op 1 mei 1980 verkocht ze het het bedrijf aan Verenigd Streekvervoer Limburg, een fusie van LTM, Nedam's Autobus Onderneming (NAO) en Eerste Beeker Autobus Dienst (EBAD). VSL nam de chauffeurs en bussen van Mulder over en ging de uitbestede lijn Heerlen-Hoensbroek voortaan zelf exploiteren. Mulder was de eerste van de resterende vijf particuliere vervoerbedrijven uit Limburg die werd overgenomen.